# Godyr
Godyr è un dipartimento del Burkina Faso classificato come comune, situato nella provincia  di Sanguié, facente parte della Regione del Centro-Ovest.
Il dipartimento si compone del capoluogo e di altri 14 villaggi: Bissou, Boho, Delba, Demapouin, Gourou, Kandarzana, Kocore, Konega, Kontigué, Napouan, Semaga, Sienne, Tienlour e Zolo.